# Claudie Haigneré
Claudie Haigneré (* 13. Mai 1957 in Le Creusot, Burgund, Frankreich; früher Claudie André-Deshays) ist eine französische Politikerin und ehemalige Astronautin.
Ihr Geburtsname lautet André. In ihrer ersten Ehe führte sie den Namen André-Deshays. In zweiter Ehe ist sie mit dem französischen Raumfahrer Jean-Pierre Haigneré verheiratet und hat eine Tochter.

## Biografie

### Medizin
Claudie André-Deshays wurde 1981 in Medizin an der Universität von Dijon promoviert. Außerdem hatte sie Biologie und Sportmedizin studiert. 1982 ergänzte sie dies durch Studien der Luft- und Raumfahrtmedizin, 1984 auch der Rheumatik.
Sie arbeitete an der Rheumaklinik des Hôpital Cochin in Paris und war dort im Bereich der Rehabilitation tätig.

### Raumfahrt

#### Vorbereitungen
Als die französische Raumfahrtbehörde CNES ankündigte, eine zweite Gruppe von Raumfahrern auszubilden, bewarb sich André-Deshays. Unter den sieben Kandidaten, die im September 1985 ausgewählt wurden, war sie die einzige Frau.
Beim CNES führte sie ihre wissenschaftliche Arbeit im Labor für neurosensuelle Physiologie fort. Nach einem Vertiefungsstudium der Biomechanik und der Bewegungsphysiologie arbeitete sie an der Vorbereitung und der Betreuung von wissenschaftlichen Experimenten in der Schwerelosigkeit.
Von 1989 bis 1992 war sie die wissenschaftliche Leiterin für die Experimente an Bord der französisch-sowjetischen Mission Mir-Antares, die im Juli 1992 unter Beteiligung des französischen Raumfahrers Michel Tognini stattfand.
1991 war sie eine der französischen Kandidaten, die vom CNES zum Europäischen Astronautenkorps wechseln sollten, ausgewählt wurde jedoch Jean-François Clervoy.

#### Mir-Altair
Im Oktober 1992 wurde sie als Ersatz für den französischen Raumfahrer Jean-Pierre Haigneré eingeteilt, der die sowjetisch-französische Raumfahrtmission Mir-Altair fliegen sollte. Die achtmonatige Ausbildung der beiden Raumfahrer erfolgte in Swjosdny Gorodok, dem sogenannten „Sternenstädtchen“.
Dieser Flug fand im Juli 1993 mit Sojus TM-17 und Sojus TM-16 statt. Claudie Haigneré überwachte dabei von der russischen Bodenstation aus die biologischen Experimente.

#### Mir-Cassiopée
Ab September 1993 war sie für die Leitung der wissenschaftlichen Experimente der nächsten Missionen Euromir 94 und Mir-Cassiopée verantwortlich. Euromir 94 fand im Oktober 1994 unter der Beteiligung des deutschen Raumfahrers Ulf Merbold statt.
Im Dezember 1994 wurde sie als Besatzung für die französisch-russische Weltraummission Mir-Cassiopée nominiert. Ab Januar 1995 trainierte sie hierfür zusammen mit ihrem Ersatzmann Léopold Eyharts im russischen Kosmonauten-Ausbildungszentrum Swjosdny Gorodok, dem sogenannten „Sternenstädtchen“.
Zehn Tage vor dem Start wurde beim Kommandanten Gennadi Manakow ein leichtes Herzproblem festgestellt, das zu seiner Fluguntauglichkeit führte. Da die russische Raumfahrt auf eingespielte Mannschaften setzt, wurde nicht nur Manakow ausgetauscht, sondern auch der Bordingenieur Pawel Winogradow. Als neue Langzeitbesatzung der Mir rückten Waleri Korsun und Alexander Kaleri nach. André-Deshays war als Kurzzeitbesatzung nicht von diesem Austausch betroffen.
Mit dem Start wurde Claudie André-Deshays zum siebten französischen Raumfahrer. Gleichzeitig war sie die erste Französin im All.
Das Raumschiff Sojus TM-24 brachte André-Deshays, Korsun und Kaleri zur Raumstation Mir, die zu dieser Zeit mit den Russen Juri Onufrijenko und Juri Ussatschow, sowie mit der US-Amerikanerin Shannon Lucid besetzt war. Während ihres zweiwöchigen Aufenthalts führte André-Deshays eine Vielzahl von biologischen und technischen Experimenten durch, bevor sie zusammen mit Onufrijenko und Ussatschow in Sojus TM-23 zur Erde zurückkehrte.
Im Jahr 1997 arbeitete sie in Moskau als französische Vertretung in der französisch-russischen Firma Starsem.

#### Mir-Perseus
Im Mai 1998 wurde sie als Ersatz für die nächste französisch-russische Weltraummission, Mir-Perseus, ausgewählt. Erste Wahl war wieder Jean-Pierre Haigneré. Hierzu mussten die beiden wieder in das Sternenstädtchen ziehen.
Ab dem 8. März 1999 durchlief Claudie André-Deshays im Juri-Gagarin-Kosmonautentrainingszentrum die Ausbildung zur Sojus-Kommandantin für den Rückflug von einer Raumstation. Die Abschlussprüfung fand am 7. Juli 1999 statt. Claudie André-Deshays erhielt die maximal erreichbare Punktzahl von 5 in der theoretischen Prüfung und 4,7 in der praktischen Prüfung im Simulator, bei der auch plötzliche Notfallsituationen (Entweichen der Luft im Raumschiff, Ausfall des Antriebs) durchgespielt wurden.
Claudie André-Deshays war die erste Frau und der erste ausländische Raumfahrer mit dieser Qualifikation.
Da bei der Mission Mir-Perseus ein Weltraumausstieg des französischen Raumfahrers vorgesehen war, wurde sie auch hierfür speziell ausgebildet.

#### Andromède

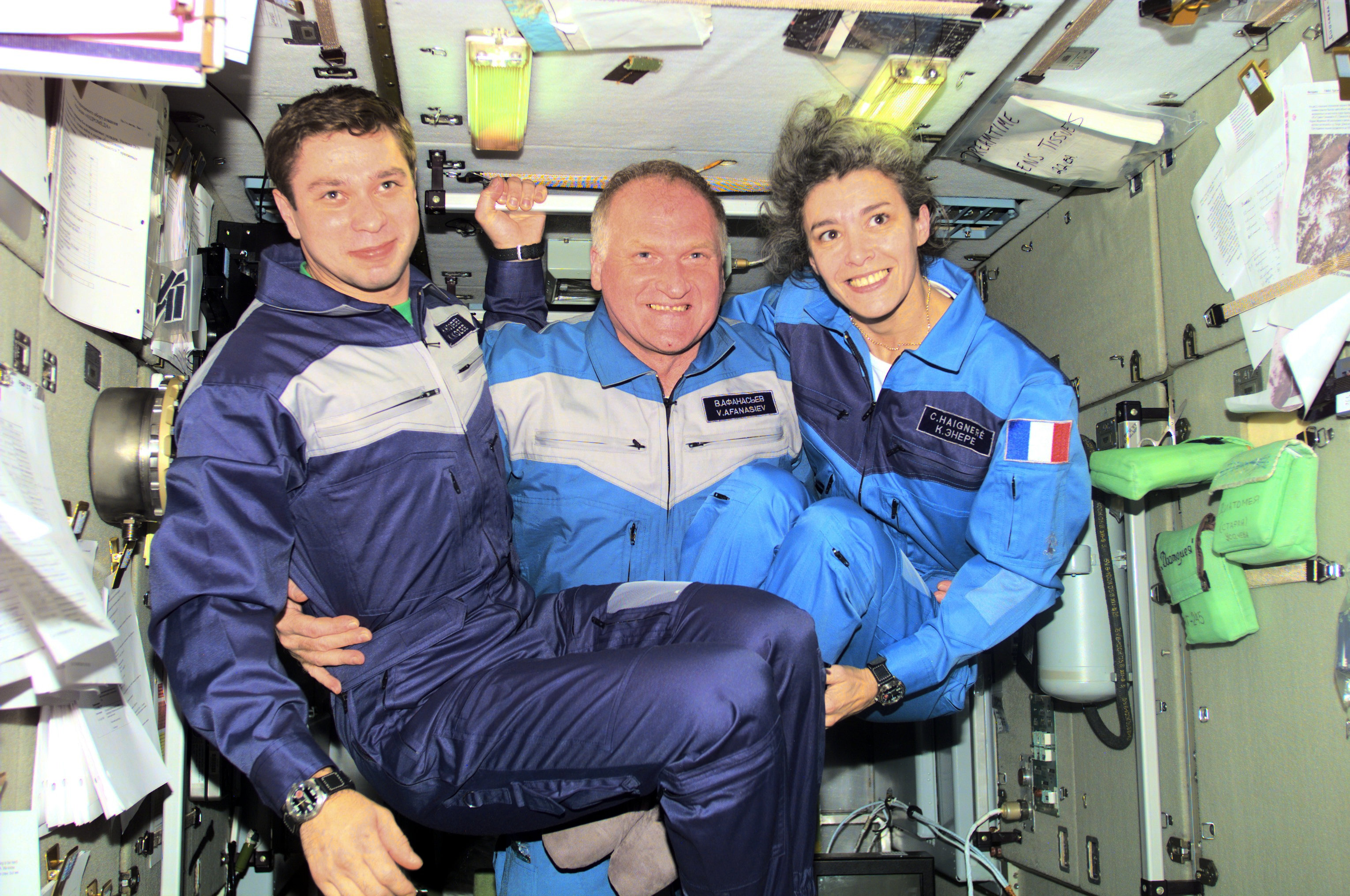
Claudie Haignere, zusammen mit Kosejew und Afanasyev, an Bord der ISS

Im November 1999 wurde Claudie André-Deshays in das europäische Astronautenkorps der ESA in Köln eingegliedert, zu dem Jean-Pierre Haigneré bereits gehörte.
Im Januar 2001 zog sie wieder in das Sternenstädtchen Swjosdny Gorodok, dieses Mal als Hauptbesatzung für den Forschungsflug Andromède. Ihr Ersatzmann war der Italiener Roberto Vittori. Zur Ausbildung gehörten auch Schulungen beim CNES in Toulouse für das französische Forschungsprogramm, das sie zu betreuen hatte, und im Johnson Space Center für den amerikanischen Teil der Internationalen Raumstation ISS. Dort traf sie auch die gerade zurückgekehrte ISS-Expedition 2.
Ihren zweiten Raumflug absolvierte Claudie Haigneré vom 21. bis 31. Oktober 2001. Zusammen mit Wiktor Afanassjew und Konstantin Kosejew flog sie mit Sojus TM-33 zur Internationalen Raumstation ISS, wo sie die ISS-Expedition 3 antrafen. Nach einer Woche erfolgte die Landung mit Sojus TM-32.

### Politik und Management

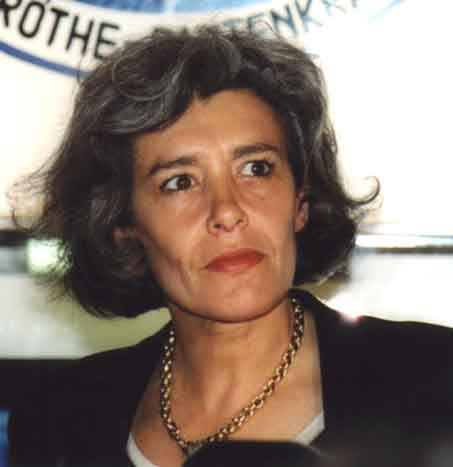
Haigneré in 2002

Im Juni 2002 wurde ihr das Amt der Ministerin für Forschung und neue Technologien der französischen Regierung unter Premierminister Jean-Pierre Raffarin übertragen. Ab 30. März 2004 war Claudie Haigneré französische Europaministerin, ebenfalls unter Raffarin, verlor dieses Amt aber wieder am 31. Mai 2005 mit seinem Rücktritt.
Seit November 2005 ist sie bei der ESA im Management („Adviser to the Director General; European space policy, participates in the elaboration of ESA’s strategic direction and adaptation to changes in the geopolitical environment both at international and European level“).
Im März 2009 wurde sie von Valérie Pécresse, französische Ministerin für Hochschulwesen und Forschung, und Christine Albanel, französische Ministerin für Kultur und Kommunikation, mit der Aufgabe betraut, die Zusammenführung der beiden Pariser Museen Cité des sciences et de l’industrie und Palais de la découverte unter eine gemeinsame Trägerschaft zu leiten.
Im Februar 2015 kehrte sie als Beraterin des Generaldirektors zur ESA zurück.

## Ehrungen
Im September 2001 wurde in Le Creusot, der Heimatstadt von Claudie Haigneré, ein Asteroid entdeckt, der nach ihr und ihrem Mann (135268) Haigneré, benannt wurde.
Im 2002 wurde sie als Mitglied der Académie des technologies gewählt.

## Privates
Zwischen ihren beiden Raumflügen heiratete Claudie André-Deshays ihren Raumfahrerkollegen Jean-Pierre Haigneré. Seit Februar 1998 hatten die beiden bereits eine gemeinsame Tochter.

## Film
- Mein Leben - Claudie Haigneré. Dokumentation, Deutschland, 2007, 43 Min., Regie: Ilona Kalmbach, Sabine Jainski, Produktion: arte, ZDF, competent filmproduktion, Erstsendung: 20. April 2008.